# Trò chơi năm 2004
Trang này liệt kê các board game, trò chơi thẻ bài, wargame, trò chơi mô hình thu nhỏ, và trò chơi nhập vai tabletop xuất bản năm 2004. Đối với trò chơi điện tử, xem Trò chơi điện tử năm 2004.

## Trò chơi phát hành hoặc phát minh năm 2004
- Allegiance: War of Factions
- Axis & Allies (phiên bản thứ tư, phiên bản gốc phát hành năm 1984)
- Axis & Allies: D-Day
- Babylon 5:A Call to Arms
- Beer Money
- Betrayal at House on the Hill
- Blue Moon
- Bratz Fashion Party Fever Game
- BuyWord
- Call of Cthulhu Collectible Card Game
- Candamir: The First Settlers
- Carcassonne: The City
- Castles & Crusades (trò chơi nhập vai)
- Chez Goth
- d20 Future (phần bổ sung trò chơi nhập vai)
- D6 Space (trò chơi nhập vai)
- Dark Champions (trò chơi nhập vai)
- Destination London
- Digimon card game
- Dogs in the Vineyard (trò chơi nhập vai)
- Doom: The Boardgame
- Dragonball GT Trading Card Game
- Draug (trò chơi nhập vai)
- Duel Masters Trading Card Game
- Dungeon Twister
- Ex Machina (trò chơi nhập vai)
- Familienbande
- Friedrich
- Great War at Sea: Cruiser Warfare
- Great Wat at Sea: Dreadnoughts
- Ingenious
- InuYasha Trading Card Game
- Jambo
- Landslide
- Mechamorphosis (trò chơi nhập vai)
- Memoir '44
- Memoir '44 - Overlord
- Monastyr (trò chơi nhập vai)
- Niagara
- Omlevex (phần bổ sung trò chơi nhập vai)
- Panzer Grenadier: Beyond Normandy
- Panzer Grenadier: Desert Rats
- Panzer Grenadier: Jungle Fighting
- Piranha Pedro
- Pirates of the Spanish Main
- Power Grid
- Reef Encounter
- Risk Godstorm
- Russian Rails
- Saint Petersburg
- San Juan (một trò chơi thẻ bài dựa trên board game Puerto Rico)
- The Shadow of Yesterday (trò chơi nhập vai)
- Star Legend (trò chơi nhập vai)
- Star Wars Miniatures
- Super Scrabble
- Swipe
- Third Reich/Great Pacific War Player's Guide
- Tibet: The Roleplaying Game
- Ticket to Ride
- War of the Ring
- WARS Trading Card Game
- Wings of War

## Giải thưởng trò chơi được trao năm 2004
- Gamer's Choice Award (Origins Awards): Babylon 5: A Call to Arms
- International Gamers Award: Memoir '44
- Schweizer Spielepreis: Ingenious
- Spiel des Jahres: Ticket to Ride (tiếng Đức: Zug im Zug)
- Games: BuyWord